# 皮滕 (南安哈尔特)
皮滕（德語：Piethen，發音：[ˈpiːtn̩]）是德国萨克森-安哈尔特州安哈尔特-比特费尔德县曾经的一个市镇，面积4.23平方千米，2009年12月31日人口为270人。2010年9月1日，皮滕与另外2个市镇并入市镇南安哈尔特。